# Where There's Life, There's Hope
Where There's Life, There's Hope è un cortometraggio muto del 1911 diretto da Joseph W. Smiley.

## Produzione
Il film fu prodotto dall'Independent Moving Pictures Co. of America (IMP).

## Distribuzione
Il film - un cortometraggio in una bobina - uscì nelle sale USA il 24 aprile 1911, distribuito dalla Motion Picture Distributors and Sales Company.